# Steinkreuz in Sperberslohe

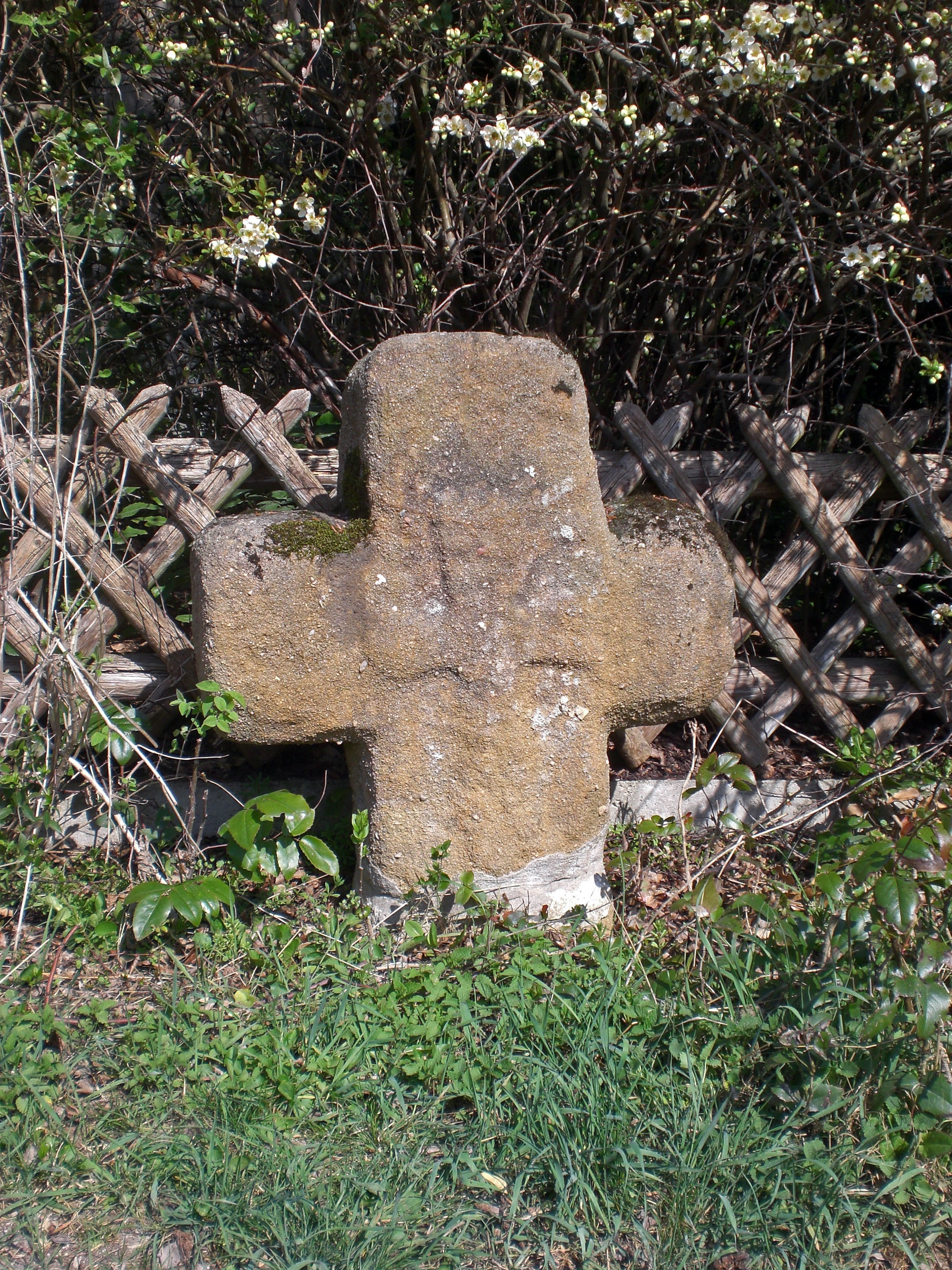
Steinkreuz in Sperberslohe

Das Steinkreuz in Sperberslohe ist ein historisches Steinkreuz im Ortskern von Sperberslohe, einem Gemeindeteil des mittelfränkischen Marktes Wendelstein in Bayern.

## Lage
Das kleine Steinkreuz steht vor dem ehemaligen Gasthof Rotes Ross. Es steht dort direkt an einem Holzzaun und ist in der Vegetationsperiode meist stark eingewachsen.

## Beschreibung

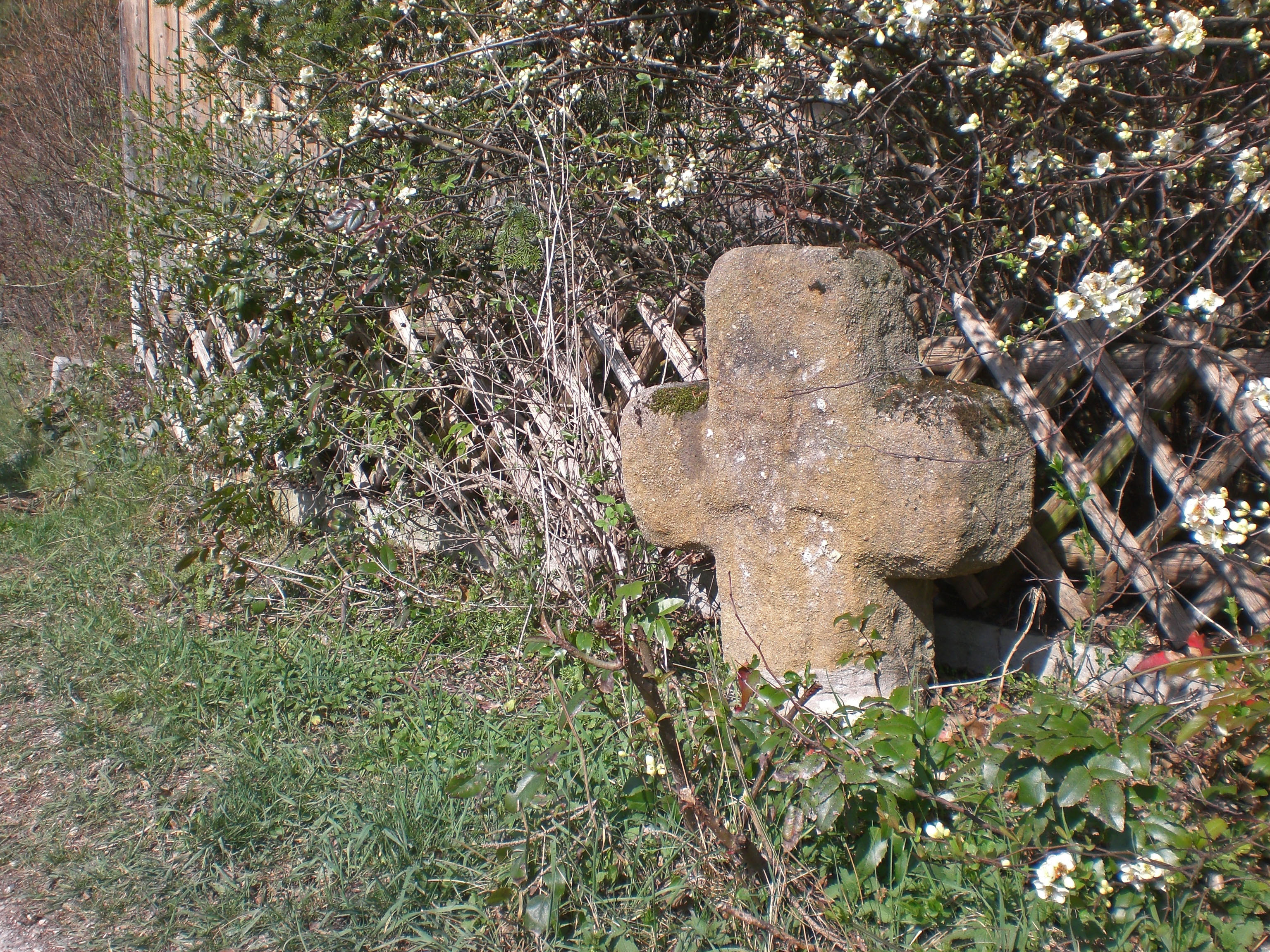
Standort

Lokal wird das Kreuz auch Küblerkreuz genannt. Das lateinische Kreuz besteht aus Sandstein, hat geringe Verwitterungsspuren und die Abmessungen 84 × 75 × 27 cm. In Höhe des Kreuzungsfeldes sind an der Vorder- und Rückseite erhabene Malteserkreuze ausgearbeitet.

## Geschichte
Bei dem Steinkreuz handelt es sich wohl um ein zeittypisches Unfallkreuz oder Sühnekreuz. Es ist mutmaßlich spätmittelalterlich. Über den genauen Zeitpunkt und den Grund der Aufstellung sowie Sagen ist nichts bekannt. Das einst als verschollen geltende Kreuz wurde von der Deutschen Steinkreuzforschung wieder aufgestellt. In historischen Karten aus der Zeit um 1850 ist das Kreuz nicht, jedoch in Karten um 1967 eingezeichnet.